# Max Rée

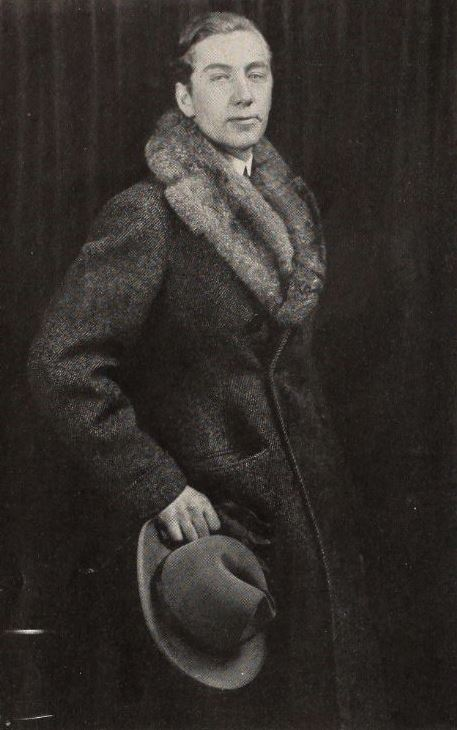
Max Rée (Mai 1923)

Max Rée (* 7. Oktober 1889 in Kopenhagen; † 7. März 1953 in Los Angeles, Kalifornien) war ein aus Dänemark stammender Art Director, Kostüm- und Szenenbildner, der bei der Oscarverleihung 1931 den Oscar für das beste Szenenbild erhielt.

## Leben
Rée war zunächst Kostümbildner am Dagmarteatret in Kopenhagen, später auch in Stockholm und Berlin. Nach seiner Auswanderung 1925 in die Vereinigten Staaten begann er Mitte der 1920er Jahre als Kostümbildner in der Filmwirtschaft Hollywoods bei Metro-Goldwyn-Mayer, First National sowie RKO Pictures und wirkte nach Der scharlachrote Buchstabe (1926) als Art Director, Kostüm- und Szenenbildner bei der Erstellung von über 120 Filmen mit.
Bei der Oscarverleihung 1931 erhielt er den Oscar für das beste Szenenbild für Pioniere des wilden Westens (1931).
Weitere Filme, an deren Erstellung er beteiligt war, waren Check and Double Check (1930), Ein Sommernachtstraum (1935) sowie Carnegie Hall (1947). Dabei arbeitete er mit Filmregisseuren wie Melville W. Brown, Wesley Ruggles, Max Reinhardt, William Dieterle und Edgar G. Ulmer.

## Filmografie (Auswahl)
- 1924: Die Frau, die betrogen wurde (The Shooting of Dan McGrew)
- 1926: Der scharlachrote Buchstabe (The Scarlet Letter)
- 1927: Die gestohlene Braut (The Stolen Bride)
- 1927: Das Liebesleben der schönen Helena (The Private Life of Helen of Troy)
- 1928: Die Nacht ohne Hoffnung (The Noose)
- 1928: Der Hochzeitsmarsch (The Wedding March)
- 1928: Rummelplatz der Liebe (The Barker)
- 1929: Queen Kelly
- 1929: Erfahrene Frau gesucht (Synthetic Sin)
- 1929: Landung im Paradies (The Man and the Moment)
- 1930: Check and Double Check
- 1931: Pioniere des wilden Westens (Cimarron)
- 1931: Transgression
- 1932: Ladies of the Jury
- 1932: Die letzten Vier (The Lost Squadron)
- 1935: Ein Sommernachtstraum (A Midsummer Night’s Dream)
- 1947: Carnegie Hall